# Salamandre mandarin
Tylototriton shanjing
Espèce
Synonymes
- Tylototriton verrucosus shanjing Nussbaum, Brodie & Yang, 1995
- Tylototriton verrucosus pulcherrima Hou, Zhang, Li & Lu in Hou, Li, and Lü, 2012
- Tylototriton pulcherrima Hou, Zhang, Li & Lu, 2012

Statut de conservation UICN

 VU  : Vulnérable
La Salamandre mandarin (nom scientifique : Tylototriton shanjing) est une espèce d'urodèles de la famille des Salamandridae.

## Répartition
Cette espèce est endémique du Yunnan en République populaire de Chine. Sa présence est incertaine au Laos et en Birmanie.

## Publication originale
- Nussbaum, Brodie & Yang, 1995 : A taxonomic review of Tylototriton verrucosus Anderson (Amphibia: Caudata: Salamandridae). Herpetologica, vol. 51, no 3, p. 257–268.